# 카니발 더 뮤지컬
카니발 더 뮤지컬(Cannibal! The Musical, 원제: Alferd Packer: The Musical)은 미국에서 제작된 트레이 파커 감독의 1996년 뮤지컬, 코미디, 공포, 서부 영화이다. 트레이 파커 등이 주연으로 출연하였고 이안 하딘 등이 제작에 참여하였다.

## 출연

### 주연
- 트레이 파커
- 다이안 베차
- 맷 스톤
- 스탠 브래키지

### 조연
- 이안 하딘
- 존 헤겔
- 제이슨 맥휴
- 토디 월터스